# Ernest I de Saxònia-Coburg Gotha
Ernest I de Saxònia-Coburg Gotha (Coburg, 2 de gener de 1784 - Gotha, 29 de gener de 1844). Duc de Saxònia-Coburg-Saalfeld fins a l'any 1826 i de Saxònia-Coburg Gotha a partir d'aquesta data. Entre els seus descendents hi trobem la reina Elisabet II del Regne Unit, la reina Margarida II de Dinamarca, el rei Carles XVI Gustau de Suècia, el rei Joan Carles I d'Espanya, el rei Constantí II de Grècia, el rei Harald V de Noruega, el rei Miquel I de Romania, el príncep Alexandre de Sèrbia, el príncep Ernest August de Hannover, el duc Amadeu de Savoia-Aosta, el príncep Jordi Frederic de Hohenzollern i la gran duquessa Maria de Rússia.
Nascut el dia 2 de gener de 1784 a la ciutat de Coburg, a l'actual land de Baviera, essent fill del duc Francesc I de Saxònia-Coburg-Saalfeld i de la comtessa Augusta de Reuss-Gera. L'any 1803 fou declarat adult arran d'una greu malaltia del seu pare i per la necessitat de prendre importants decisions governamentals.
L'any 1806 heretà el ducat definitivament però no pogué exercir formalment el poder degut a l'ocupació de les tropes napoleòniques del territoris saxons. Després de la Pau de Tilsit, firmada l'any 1807, el ducat fou reunificat i entregat a Ernest gràcies a les pressions del tsar Alexandre I de Rússia. El tsar exercí aquestes pressions en favor d'Ernest a causa que la princesa Juliana de Saxònia-Coburg-Saafeld, germana d'Ernest, havia contret matrimoni amb el gran duc Constantí de Rússia.
Malgrat tot, Ernest formava part de l'exèrcit prussià amb el rang de general, així, combaté els exèrcits de Napoleó Bonaparte a les batalles de Auerstedt, Lützen, Leipzig i Waterloo.
Amb el Congrés de Viena a Ernest li foren restituïts les terres que conformaven el ducat de Saxònia-Coburg-Saafeld abans de la guerra i se li afegiren les terres del principat de Lichtenberg, una petita àrea de terreny annexa a Berlín amb més de 25.000 habitants. Aquest Principat fou venut al rei de Prússia l'any 1834 i reintegrat al territori prussià.
El 3 de juliol de 1817 contragué matrimoni amb la princesa Lluïsa de Saxònia-Gotha-Altenburg, filla del duc August I de Saxònia-Gotha-Altenburg i de la princesa Lluïsa Carlota de Mecklenburg-Schwerin. La parella tingué dos fills:
- SAR el duc Ernest II de Saxònia-Coburg Gotha, nascut a Coburg l'any 1818 i mort el 1893. Es casà amb la princesa Alexandrina de Baden.
- SAR el príncep Albert de Saxònia-Coburg Gotha, nat a Coburg el 1819 i mort al Castell de Windsor el 1861. Es casà amb la reina Victòria I del Regne Unit.

Ernest i Lluïsa tingueren un matrimoni infeliç i des de 1824 iniciaren els tràmits del divorci que conclogué dos anys després.
L'any 1825, el darrer duc de Saxònia-Gotha-Altenburg morí sense descendència. Arran d'aquesta mort, als ducats ernestins que avui conformen el land de Turíngia, s'hi procedí a una redistribució territorial. Així, el duc de Saxònia-Coburg-Saafeld obtenia el ducat de Gotha, un dels més extensos des del punt de vista territorial, a canvi de cedir el ducat de Saafeld al duc de Saxònia-Meiningen. Així, des de 1826, els ducs són coneguts amb l'apel·litiu duc de Saxònia-Coburg Gotha.
El dia 23 de desembre de 1832 contragué segones núpcies amb la duquessa Maria de Württemberg, filla del duc Alexandre de Württemberg i de la princesa Antonieta de Saxònia-Coburg-Saafeld, germana d'Ernest. La parella no tingué descendència.
Ernest tingué tres fills il·legítims:
Amb Sophie Fermepin de Marteaux
- Berta Ernestine von Schauenstein:

Amb Margaretha Braun:
- Ernest Albert Bruno von Brunneck.
- Robert Ferran von Brunneck, creat baró von Brunneck.